# La Bâthie
La Bâthie là một xã thuộc tỉnh Savoie trong vùng Rhône-Alpes ở đông nam nước Pháp. Xã này nằm ở khu vực có độ cao từ 346-2460 mét trên mực nước biển.